# 中央アメリカ議会
中央アメリカ議会（ちゅうおうアメリカぎかい、英語: Central American Parliament, スペイン語: Parlamento Centroamericano, PARLACEN）は、中米統合機構の立法府である。

## 概要
総会、13の常設委員会、事務局で構成されている。

## 加盟国
- エルサルバドル
- グアテマラ
- ドミニカ共和国
- ニカラグア
- パナマ
- ホンジュラス

### オブザーバー
- メキシコ
- ベネズエラ
- プエルトリコ
- モロッコ
- 中国

### かつてのオブザーバー
- 中華民国（台湾） - 2023年8月21日、中央アメリカ議会が台湾（中華民国）に代わり中華人民共和国をオブザーバーに選定したことに反発し即時脱退[2]。